# Bol'šaja žizn'
Bol'šaja žizn' (Большая жизнь) è un film del 1939 diretto da Leonid Davidovič Lukov.

## Sequel
Bol'šaja žizn'. Vtoraja serija (Большая жизнь. Вторая серия), regia di Leonid Davidovič Lukov (1946)